# Флавій Плінта
Флавій Плінта (д/н — після 440) — державний та військовий діяч Східної Римської імперії.

## Життєпис
Походив зі шляхетного готського роду. Здобув християнську початкову освіту, належав до аріанської секти псатріан. Розпочав службу у війську за імператора Феодосія I. У 418 році призначається комітом. На цій посаді придушив повстання в Палестині. У 419 році призначається консулом (разом з Флавієм Монаксієм на заході). Також отримав посаду очільника презентальського війська — magister militum praesentialis. У 425 році його повноваження magister militum було продовжено (це ще раз сталося 431 року).
У 431 році повалив Дорофея, єпископа Марціанополя, що належав до несторіанства. Замість нього Плінта намагався поставити свого кандидата — Сатурнія, але марно. У 432 році намагався переконати патріарха Антіохійського Іоанна прийняти посередництво імператора з тим, щоби замиритися з патріархом Олександрійським Кирилом.
Виявив наполегливість у бажанні стати офіційним посланником імперії до вождя гунів Руа. Плінта таємно відправив свою людину до Руа з метою переконати його просити імператора, щоб саме Плінта, а не інші римляни, вів переговори з гунами. У 434 році разом з Флавієм Діонісієм здійснив дипломатичну поїздку до вождя гунів Руа. Після смерті останнього з квестором палацу Епіненом у 440 році їздив посланцем до Атілли. Подальша доля Плінти невідома.

## Родина
Дружина — ймовірно донька військовика Аспара.
Діти:
- Армат (д/н—477), консул 476 року